# وسملوسا
وسملوسا (به سوئدی: Vassmolösa) یک سکونتگاه مسکونی در سوئد است که در Kalmar Municipality واقع شده‌است.

## خصوصیات
وسملوسا ۱٫۳۶ کیلومترمربع مساحت و ۵۳۵ نفر جمعیت دارد.